# Gadebelysning
Gadebelysning er belysning indrettet specielt til oplysning af gader og veje. Hensigterne med en sådan belysning er flere men først og fremmest som en sikkerhedsforanstaltning for de færdende, såvel kørende som cyklende og gående. Gadebelysningen kan udføres på flere måder, men i hovedsagen falder den i to typer: belysning fra lygtepæl og belysning fra lygte opsat på en bygning (sidstnævnte form er nu helt forsvundet).
Gadelys brænder som regel ikke døgnet rundt men kun i mørketiden, det vil sige når sigtbarheden er væsentlig nedsat på grund af for lidt dagslys.

## Historie

### Danmark
Indtil anden halvdel af 1600-tallet siden eksisterede gadebelysning ikke i byerne. Når solen var gået ned, og det da ikke var måneskin, lå gaderne hen i fuldstændig mørke, og alle boderne lukkedes. Enhver velsitueret, der nødvendigvis måtte ud, lod sig ledsage af tjenere forsynede med fakler eller senere med store hornlygter, da fakler blev forbudte på grund af deres brandfarlighed. Dette mørke, der hvilede over gaderne, gav anledning til megen usikkerhed; overfald og blodige slagsmål hørte til dagens eller rettere nattens orden, og da i Danmark Johan Hussmann i 1679 foreslog kong Christian V, at der skulle opstilles lygter på gaderne, anføres det udtrykkelig, at det er "for at hindre den røven og overlast, som slemme mennesker tilforn ved aftenstid og nattetid plejede at øve". Der nedsattes da en kommission, som efter magistratens råd oktober 1680 lod foretage en praktisk prøve ved at opsætte lygter på Købmagergade, Højbrostræde (Højbro Plads) og ved stranden. Resultatet var så tilfredsstillende, at det ved en forordning af 25. juni 1681 bestemtes, at der skulle opsættes 500 lygter i hovedstaden. I lygterne brændte de første par år olie, senere tran. Lygterne var af kobber og anbragte på malede træstolper; de blev passede af et vægterkorps. Der var en høj straf for at beskadige lygterne (3 års arbejde i jern på Bremerholm). I tiden fra 1. maj til 1. september brændte lygterne slet ikke og i den øvrige tid ikke, når det var måneskin eller skulle være det. Når kirkeklokkerne klemtede til ildløs (brand), skulle lygterne dog tændes, hvordan vejret end var. Lygternes opsætning betaltes af husejerne, mens lejerne måtte betale, hvad det kostede at holde dem brændende. Tilsynet førtes af en inspektør, der sorterede under Københavns Magistrat, senere kom lygterne til at sortere under brandvæsenet. Der pålignedes en lygte- og sprøjteskat, som oprindelig var 5.000 rigsdaler, men steg efterhånden, som lygternes antal forøgedes; dette var 1771 steget til 866 stykker, der passedes af 100 vægtere.
Under Struensee blev lygtevæsenet omorganiseret således, at det kom til at sortere direkte under Magistraten, og en i december 1771 udstedt kabinetsordre påbød, at gaderne skulle belyses bedre, hvorefter lygternes antal forøgedes til 1.175 stykker, og de hidtil anvendte hornlygter ombyttedes med lygter med engelsk glas. Siden den tid er gadebelysningen stadig blevet forbedret, idet dog tranlygterne bibeholdtes, indtil gaderne fra 1857 blev belyste med gas. Efterhånden, som byen udvidedes, tiltog lygternes antal, og forbedringer i lygternes og brændernes konstruktion indførtes efterhånden, som gasteknikken udviklede sig. I 1890 omordnedes gadebelysningen således, at byen deltes i 5 kontrolørdistrikter med 75 uniformerede lygtetændere, der hver havde indtil 66 lygter at passe, og efter oprettelsen af den elektriske centralstation indførtes tillige elektrisk gadebelysning (buelamper) på nogle af de større pladser. Forholdene har stadig udviklet sig.
Pr. 1. marts 1919 fandtes ca. 600 stykker private og ca. 8.200 stykker offentlige lygter med gas. Der var nu 7 kontrollører og 140 lygtetændere samt 11 netopsættere. Kommunen fabrikerede under normale forhold selv de glødenet, der benyttes i lygterne. Tillige fandtes der af offentlige elektriske lamper ca. 200 buelamper og ca. 800 glødelamper, der blev passet af 1 formand, 5 elektromekanikere og 8 lampetændere.

### Norge
I Kristiania (Oslo) fik man 1735 en egen lygteinspektør for byens 75 ny lygter. Fra 1780 haves reskripter, som tilstod enkelte gårde eller personer handelsrettighed mod en afgift, som anvendtes til ny lygter lig med den i København værende model. 1832 havde Kristiania 224 lygter. Den 3. januar 1848 tændtes de første gaslygter fra det af et engelsk selskab anlagte gasværk, som 1878 indløstes af kommunen. 1893 indførtes elektrisk gadebelysning fra kommunens elektricitetsværk. Pr 1. juli 1916 bestod den offentlige belysning i selve Kristiania af 2.755 gaslygter med enkelt blus og 1.557 med mere end eet blus samt 21 med presgas. Desuden 149 elektriske buelamper og 653 elektriske metaltråds- og halvwattslamper. Hertil kom endvidere til belysning af Kristiania havn: 184 gaslygter samt 44 elektriske buelamper og 135 elektriske metaltråds- og halvwattslamper.